# Alles kann besser werden
Alles kann besser werden ist das vierte Studioalbum des deutschen Pop- und Soulsängers Xavier Naidoo. Das Album wurde am 9. Oktober 2009 unter Naidoos eigenem Label Naidoo Records veröffentlicht. Es beinhaltet drei Teilalben, nämlich hell 1, hell 2 und dunkHell. Insgesamt befinden sich auf dem Album 35 Titel. Als Singles wurden Alles kann besser werden, Halte durch, Ich brauche dich und Wild vor Wut veröffentlicht.

## Hintergrund
Ein Jahr zuvor veröffentlichte Naidoo zusammen mit den Söhne Mannheims das Unplugged-Album MTV Unplugged – Wettsingen in Schwetzingen, welches als Doppel-CD veröffentlicht wurde. Schon ein Jahr danach erfolgte die Veröffentlichung des Albums Alles kann besser werden. Die ersten beiden Teilalben hell 1 und hell 2 enthalten die bereits bekannten typischen Naidoo-Lieder, die oft über Liebe handeln, während sich das dritte Teilalbum dunkHell eher kritisch mit einigen Themen auseinandersetzt.

## Veröffentlichung
Am 16. Oktober 2009, eine Woche nach der Veröffentlichung des Albums wurde der Song Alles kann besser werden, welcher zusammen mit Janet Grogan aufgenommen wurde, als erste Single veröffentlicht. Als zweite Single wurde am 26. Februar der Song Halte durch veröffentlicht. Als dritte Single wurde am 28. Mai 2010 der Song Ich brauche dich veröffentlicht. Der Song Wild vor Wut wurde am 22. Oktober 2010 als vierte und letzte Single veröffentlicht und ist auch der Soundtrack zu dem Film Konferenz der Tiere. Aufgenommen wurde der Song mit der Band Naturally 7. Der Song Bitte hör nicht auf zu träumen wurde später zum Titelsong der RTL-Spendenkampagne Wir helfen Kinder.

## Rezension
Auf der Website des Rolling Stone wurde von Rüdiger Knopf das Album mit zwei von fünf Sternen eher als schlecht bewertet. Er kritisiert Naidoo als Person an sich und auch die Anzahl an Titeln, die nach seiner Meinung meistens nur „Liebesbekundungen“ und „Mutmacher“ sind.

## Titelliste
| Nr.          | Titel                                       | Autor(en)                                                       | Produktion        | Länge |
| ------------ | ------------------------------------------- | --------------------------------------------------------------- | ----------------- | ----- |
| 1.           | Alles kann besser werden (mit Janet Grogan) | Xavier Naidoo, Matthew Tasa, Milan Martelli, Janet Grogan       | Martelli          | 4:31  |
| 2.           | Mut zur Veränderung (mit Danny Fresh)       | Naidoo, Danny Fresh, Michi Vajna, Ruben Rodriguez               | Rnrfactory        | 5:08  |
| 3.           | Sterne                                      | Naidoo, Mathias Grosch                                          | Grosch            | 3:22  |
| 4.           | Alles lebt                                  | Naidoo, Philippe van Eecke                                      | van Eecke         | 3:35  |
| 5.           | Der Kreis                                   | Naidoo, Michael Herberger                                       | Naidoo, Herberger | 4:50  |
| 6.           | Ich brauche dich                            | Naidoo, Neil Palmer, Rodriguez, Ben Abarbanel-Wolff, Stu Krause | Rnrfactory        | 3:58  |
| 7.           | Meine Muse (mit Olli Banjo)                 | Naidoo, Rodriguez, Oliver Otubanjo                              | Rnrfactory        | 3:49  |
| 8.           | Shine like a star                           | Naidoo, Herberger                                               | Naidoo, Herberger | 5:00  |
| 9.           | Wild vor Wut (mit Naturally 7)              | Naidoo, Herberger                                               | Naidoo, Herberger | 3:10  |
| 10.          | Königin                                     | Naidoo, Herberger                                               | Naidoo, Herberger | 3:27  |
| 11.          | Sie kommt zurück                            | Naidoo, Herberger                                               | Naidoo, Herberger | 3:58  |
| 12.          | Bitte hör nicht auf zu träumen              | Naidoo, Tala, Martelli                                          | Martelli          | 4:10  |
| Gesamtlänge: | Gesamtlänge:                                | Gesamtlänge:                                                    | Gesamtlänge:      | 48:58 |

| Nr.          | Titel                        | Autor(en)                                                                    | Produktion        | Länge |
| ------------ | ---------------------------- | ---------------------------------------------------------------------------- | ----------------- | ----- |
| 1.           | In too deep                  | Naidoo, Metaphysics, Ernest Gold, W.T. Davis                                 | B. Davis          | 3:50  |
| 2.           | Was hab ich falsch gemacht   | Naidoo, Palmer                                                               | Palmer            | 4:06  |
| 3.           | Ich warte bis du kommst      | Naidoo, Herberger                                                            | Naidoo, Herberger | 4:30  |
| 4.           | Gib dich nicht auf           | Naidoo, Herberger                                                            | Naidoo, Herberger | 4:57  |
| 5.           | Europa                       | Naidoo, Palmer                                                               | Palmer            | 4:46  |
| 6.           | Halte durch                  | Naidoo, Aiko Rohd                                                            | Rohd              | 4:00  |
| 7.           | Befreit                      | Naidoo, Rohd                                                                 | Rohd              | 4:24  |
| 8.           | Ich kann nicht weinen        | Naidoo, van Eecke                                                            | van Eecke         | 6:03  |
| 9.           | Für dich öffnen sie die Tore | Naidoo, Palmer, Tino Oac, Davis, Azad Azadpour, Daniel Stoyanow, Toni Jurcic | B. Davis          | 5:19  |
| 10.          | So calm                      | Naidoo, Palmer, Davis                                                        | Palmer, Davis     | 6:02  |
| Gesamtlänge: | Gesamtlänge:                 | Gesamtlänge:                                                                 | Gesamtlänge:      | 47:57 |

| Nr.          | Titel                                 | Autor(en)                                            | Produktion        | Länge |
| ------------ | ------------------------------------- | ---------------------------------------------------- | ----------------- | ----- |
| 1.           | Intro: Du musst es nicht tun          | Naidoo, Martelli                                     | Martelli          | 2:21  |
| 2.           | Das war noch nicht alles              | Naidoo, Palmer, Davis                                | Davis             | 3:50  |
| 3.           | Söldnerlied (Drogen und Gold)         | Naidoo, Rohd                                         | Rohd              | 4:30  |
| 4.           | Sie verdienen einen besonderen Schutz | Naidoo, Florian Sitzmann                             | Sitzmann          | 5:13  |
| 5.           | Schiff Ahoi                           | Naidoo, Davis, Grosch                                | Davis, Grosch     | 5:30  |
| 6.           | Holt die Seeleute heim                | Naidoo, Grosch                                       | Grosch            | 5:27  |
| 7.           | Raus aus dem Reichstag                | Naidoo, Herberger                                    | Naidoo, Herberger | 6:22  |
| 8.           | Verschieden                           | Naidoo, van Eecke                                    | van Eecke         | 3:38  |
| 9.           | Goldwaagen/Goldwagen                  | Naidoo, Herberger                                    | Naidoo, Herberger | 3:33  |
| 10.          | Aufklärungsarbeit                     | Naidoo, Willem Bock, Detlev Nottodt, Matthias Thurow | Monroe            | 3:25  |
| 11.          | Ruth Maude                            | Naidoo, Herberger                                    | Naidoo, Herberger | 3:25  |
| 12.          | Seltsamer Junge                       | Naidoo, Herberger, Andreas Bayless                   | Naidoo, Herberger | 4:06  |
| 13.          | Long and winding road                 | Naidoo, Grosch                                       | Grosch            | 4:06  |
| Gesamtlänge: | Gesamtlänge:                          | Gesamtlänge:                                         | Gesamtlänge:      | 55:26 |

## Erfolg

### Charts und Chartplatzierungen
Alles kann besser werden erreichte in Deutschland die Chartspitze der Albumcharts und platzierte sich eine Woche an ebendieser sowie 16 Wochen in den Top 10 und 103 Wochen in den Charts. In Österreich erreichte das Album mit Rang drei seine höchste Chartnotierung und hielt sich fünf Wochen in den Top 10 sowie 31 Wochen in den Charts. In der Schweizer Hitparade erreichte das Album Rang zwei und musste sich lediglich She Wolf von Shakira geschlagen geben. Das Album platzierte sich dort drei Wochen in den Top 10 und 42 Wochen in den Charts. 2009 belegte Alles kann besser werden Rang 24 der deutschen Album-Jahrescharts sowie Rang 58 in Österreich und Rang 74 in der Schweiz. 2010 erreichte das Album Rang acht der deutschen Album-Jahrescharts sowie Rang 87 in der Schweiz. In Deutschland schaffte es Alles kann besser werden auch noch ein drittes Mal in die Jahrescharts und belegte dort Rang 60 im Jahr 2011. Darüber hinaus belegte das Album ebenfalls im Jahr 2011 Rang acht der deutschen Independent-Jahrescharts.
Naidoo erreichte hiermit zum siebten Mal die Albumcharts aller D-A-CH-Staaten. Es ist sein siebter Top-10-Erfolg in Deutschland sowie der sechste in Österreich und der vierte in der Schweiz. In Deutschland erreichte er hiermit bereits zum fünften Mal die Chartspitze als Solointerpret. In Deutschland konnte sich bis heute kein Album von Naidoo länger in den Charts platzieren.
| ChartsChartplatzierungen | Höchstplatzierung | Wochen |
| ------------------------ | ----------------- | ------ |
| Deutschland (GfK)        | 1 (103 Wo.)       | 103    |
| Österreich (Ö3)          | 3 (31 Wo.)        | 31     |
| Schweiz (IFPI)           | 2 (42 Wo.)        | 42     |

| ChartsJahrescharts (2009) | Platzierung |
| ------------------------- | ----------- |
| Deutschland (GfK)         | 24          |
| Österreich (Ö3)           | 58          |
| Schweiz (IFPI)            | 74          |

| ChartsJahrescharts (2010) | Platzierung |
| ------------------------- | ----------- |
| Deutschland (GfK)         | 8           |
| Schweiz (IFPI)            | 87          |

| ChartsJahrescharts (2011) | Platzierung |
| ------------------------- | ----------- |
| Deutschland (GfK)         | 60          |

### Auszeichnungen für Musikverkäufe
| Land/Region        | Auszeichnungen für Musikverkäufe (Land/Region, Auszeichnung, Verkäufe) | Verkäufe |
| ------------------ | ---------------------------------------------------------------------- | -------- |
| Deutschland (BVMI) | 2× Platin                                                              | 400.000  |
| Schweiz (IFPI)     | Gold                                                                   | 15.000   |
| Insgesamt          | 1× Gold · 2× Platin ·                                                  | 415.000  |